# 考登 (伊利諾伊州)
考登（英語：Cowden）是位於美國伊利諾伊州謝爾比縣的一個村落。

## 地理
考登的座標為39°14′56″N 88°51′36″W / 39.24889°N 88.86000°W，而該地最高點為海拔高度182米（即597英尺）。

## 人口
根據2010年美國人口普查的數據，考登的面積為1.04平方千米，當中陸地面積為1.04平方千米，而水域面積為0.00平方千米。當地共有人口629人，而人口密度為每平方千米604人。